# Пембіна (річка)
Пембіна (англ. Pembina River)  — річка в південній частині канадської провінції Манітоба та на північному сході штату Північна Дакота. 